# Wełniczek niebieskozielonawy

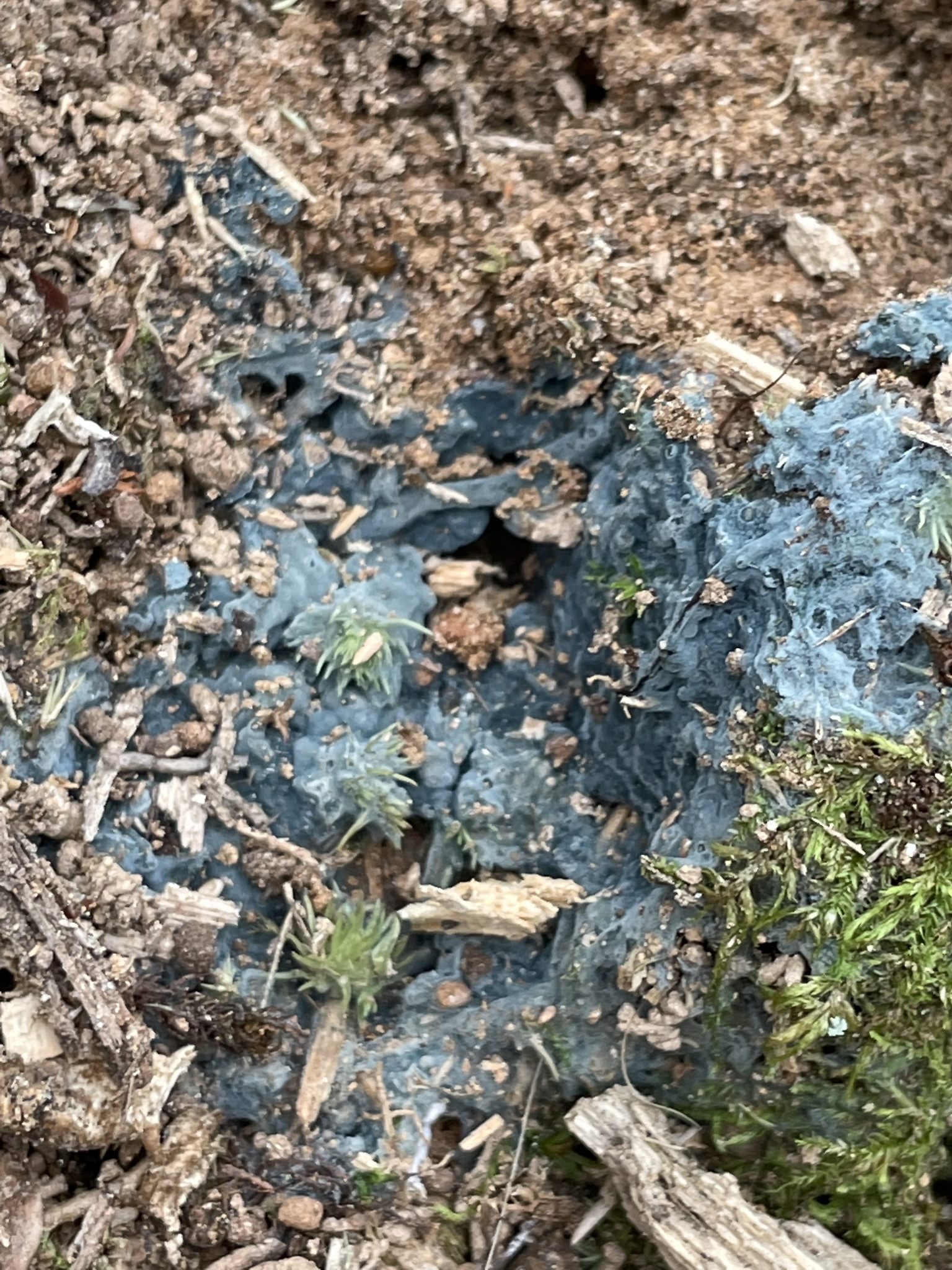

Wełniczek niebieskozielonawy (Byssocorticium atrovirens (Fr.) Bondartsev & Singer) – gatunek grzybów z rodziny błonkowatych (Atheliaceae).

## Systematyka i nazewnictwo
Pozycja w klasyfikacji według Index Fungorum: Byssocorticum, Atheliaceae, Atheliales, Agaricomycetidae, Agaricomycetes, Agaricomycotina, Basidiomycota, Fungi.
Takson ten w 1828 roku opisał Elias Fries nadając mu nazwę Thelephora atrovirens. Obecną, uznaną przez Index Fungorum nazwę nadali mu Appollinaris Semenovich Bondartsev i Rolf Singer w 1944 r.
Synonimów ma 11. Niektóre z nich:
- Coniophora atrovirens (Fr.) Cooke 1891
- Corticium atrovirens (Fr.) Fr. 1838
- Hypochnus atrovirens (Fr.) Donk 1932

Nazwę polską zaproponował Władysław Wojewoda w 1999 r.

## Morfologia
Owocnik
Rozpostarty (resupinowaty), błoniasty o niebieskiej, równej, wełnistej powierzchni z żółtawymi łatami.
Cechy mikroskopowe
System strzępkowy monomityczny, strzępki niebieskozielone, o szerokości 2,5–3,5 µm z prostymi przegrodami (n = 10), rozgałęzione pod kątem prostym, o gruboziarnistej teksturze nierozpuszczającej się w KOH. Podstawki maczugowate, o długości (17,2) 17,7–20,6 (21,3) µm i szerokości (3,7) 4,0–5,2 (5,4) µm, z czterema sterygmami, często z gutulami. Sprzążki w podstawkach występują tylko sporadycznie. Cystyd brak, występują natomiast palczaste hyfidy.
Bazydiospory o kształcie od kulistego do szeroko elipsoidalnego lub gruszkowate ze stożkowym wierzchołkiem, gładkie, grubościenne, szkliste, nieamyloidalne, o cyjanofilnej ścianie. Mają długość (3,5) 3,8–4,4 (5,1) µm, szerokość (3,2) 3,4–4,0 (4,4) µm, Q = 1,0 i zwykle jedną dużą gutulę zajmującą 60 –80% cytoplazmy zarodników.
Gatunki podobne
Wszystkie gatunki rodzaju Byssocorticium mają niebieskawe zabarwienie, więc ich rozróżnienie jest trudne i wymaga analizy cech mikroskopowych. Wełniczek niebieskozielonawy może być pomylony także z Tretomyces lutescens, który także ma palczaste hyfidy i dawniej zaliczany był do rodzaju Byssocorticium''.

## Występowanie i siedlisko
Znane jest występowanie wełniczka niebieskozielonawego w Ameryce Północnej (w USA i Kanadzie), Europie i Azji. W. Wojewoda w 2003 r. przytacza 3 jego stanowiska na terenie Polski. Znajduje się na Czerwonej liście roślin i grzybów Polski. Ma status E – gatunek zagrożony wymarciem, którego przeżycie jest mało prawdopodobne, jeśli nadal będą działać czynniki zagrożenia.
Nadrzewny grzyb saprotroficzny. Występuje na martwym drewnie drzew liściastych i iglastych, zwykle na spodniej stronie leżących na ziemi pni i gałęzi. W Polsce jego owocniki znajdywano od sierpnia do października na olszy szarej i modrzewiu.